# Sarah Fladung
Sarah Fladung (1988) es una deportista alemana que compitió en triatlón. Ganó dos medallas en el Campeonato Europeo de Triatlón, oro en 2011 y plata en 2012.

## Palmarés internacional
| Campeonato Europeo | Campeonato Europeo  | Campeonato Europeo | Campeonato Europeo |
| Año                | Lugar               | Medalla            | Prueba             |
| ------------------ | ------------------- | ------------------ | ------------------ |
| 2011               | Pontevedra (España) | Medalla de oro     | Relevo mixto       |
| 2012               | Eilat (Israel)      | Medalla de plata   | Relevo mixto       |